# Альшанский (хутор)
Альша́нский — хутор в Шолоховском районе Ростовской области.
Входит в состав Базковского сельского поселения.

## География
Расстояние до районного центра с учётом доступа транспортом — 22 км.

## Население
| 2010 |
| ---- |
| 163  |

## Улицы
- ул. Буярачная,
- ул. Городская,
- ул. Донская,
- ул. Кооперативная,
- ул. Панский.